# 斯克利緬齊
49°23′55″N 31°1′16″E / 49.39861°N 31.02111°E
斯克利門齊（烏克蘭語：Склименці）是位於烏克蘭中部的村莊，由切爾卡瑟州裡茲韋尼霍羅德卡區的斯泰布利夫市鎮負責管轄。該村始建於1647年，面積106.3平方公里，海拔高度152米，2001年人口165，人口密度每平方公里1.6人。